# L'exorcista
L'exorcista (anglès: The Exorcist) és una pel·lícula de terror estatunidenca dirigida per William Friedkin, escrita i produïda per William Peter Blatty segons la seva novel·la homònima, i estrenada el 1973. Amb Ellen Burstyn, Max von Sydow i Linda Blair en els papers principals, la pel·lícula narra la possessió d'una noia per un dimoni. Inspirat en una història verdadera, aquesta pel·lícula és en la línia de La llavor del diable i La profecia que tenen per a tema un nen demoníac. L'exorcista ha esdevingut una de les pel·lícules de terror més rendibles de la història amb 402 milions de dòlars de recaptació a tot el món. És igualment considerat com un clàssic del cinema, i l'American Film Institute l'ha classificat en el tercer lloc de les pel·lícules de suspens darrere de Psicosi i Tauró. Ha rebut 2 Oscars i 4 Globus d'Or. La pel·lícula ha estat comercialitzada als Estats Units per Warner Bros el 1973, i una versió restaurada es va estrenar el 2000.

## Argument
La història es desenvolupa a Georgetown als afores de Washington DC. L'actriu de televisió Chris MacNeil està cada vegada més inquieta per la seva filla Regan, que té espasmes violents molt freqüents.
Impotents, els metges l'aconsellen de fer venir un sacerdot exorcista. Ajudat pel Pare Damien Karras, el Pare Merrin intentarà alliberar la noia posseïda pel dimoni Pazuzu.

## Repartiment
- Ellen Burstyn: Chris MacNeil
- Max von Sydow: Pare Merrin
- Lee J. Cobb: Tinent Kinderman
- Kitty Wynn: Sharon Spencer
- Jack MacGowran: Burke Dennings
- Jason Miller: Pare Karras
- Linda Blair: Regan Theresa MacNeil
- El sacerdot William O'Malley: Pare Dyer
- Mercedes McCambridge: Veu del dimoni Pazuzu

## Producció

### Direcció
Alfred Hitchcock va refusar adquirir els drets del llibre i, per tant, de digirir-la. Stanley Kubrick va acceptar el projecte amb la condició de produir-lo ell mateix, però que la principal productora ho va rebutjar. D'altra banda, es va proposar consecutivament a Arthur Penn, Peter Bogdanovich, Mike Nichols, i John Boorman (que realitzarà L'exorcista 2: L'heretge) de dirigir-la, però van declinar la proposició. William Peter Blatty va proposar llavors el nom de William Friedkin, que acabava de realitzar French Connection. L'èxit d’aquesta pel·lícula va animar l'estudi a contractar-lo.

### Repartiment
El paper de Chris MacNeil es va proposar a Shirley MacLaine, amiga de William Peter Blatty, però ho va refusar basant-se en un compromís precedent en una obra similar, The Possession of Joel Delaney. La productora va tractar llavors de contractar Jane Fonda, qui després de llegir el guió va declarar que el projecte era «un munt de merda capitalista». Audrey Hepburn, que havia fet una pausa en la seva carrera des del 1968, va acceptar al principi el paper a condició que la pel·lícula fos rodada a Roma, cosa que es va rebutjar. Anne Bancroft, al seu torn, va declinar la proposició per estar massa grassa. Geraldine Page i Barbra Streisand no s'hi van interessar després de ser contactades. Ellen Burstyn, tot just premiada a l'Oscar per la seva interpretació a L'última projecció, va acceptar amb la condició que el seu personatge no digués «crec en el diable».
Pel paper de Regan MacNeil, van ser considerades diverses actrius. Pamelyn Ferdyn es va trobar pels productors com massa coneguda. Els pares de la jove Denise Nickerson, que acabava de rodar Willy Wonka & the Chocolate Factory de Mel Stuart, els va preocupar la història i van refusar la participació de la seva filla. April Winchell és llavors escollida, però quan és a punt de començar a rodar ha de ser hospitalitzada per una greu infecció renal i ha d'abandonar el projecte.
William Friedkin va entrevistar prop de 500 actrius d'entre 11 i 15 anys. Linda Blair, actriu des de l'edat de 6 anys, es va presentar acompanyada de la seva mare. 
| « | Era intel·ligent, espontània, atractiva. Cap de les sis candidates finalistes en aquell temps no li arribava a la sola de la sabata. Vaig saber de seguida que encaixaria perfectament. Havia de tenir una mentalitat susceptible d'integrar-la al personatge sense que quedés traumatitzada psicològicament. | » |

 pensa el realitzador, que finalment contracta la jove actriu.
Warner Bros va proposar el nom de Marlon Brando per interpretar el Pare Merrin, però Friedkin s'hi va oposar perquè l'actor era massa conegut. El paper va quedar en mans de Max von Sydow. Paul Newman i Jack Nicholson van ser contactats per interpretar el Pare Karras, però el realitzador va preferir Jason Miller, actor sense cap experiència al cinema.

## Rebuda de la pel·lícula

### Crítiques
L'Exorcista  surt el 26 de desembre de 1973 als Estats Units. Les crítiques americanes estan dividides. Stanley Kauffmann, redactor de The New Republic escriu: 
| « | És la pel·lícula més espantosa que he vist des de fa anys - l'única pel·lícula espantosa que he vist des de fa anys... Si vol ser sacsejat - vegi L'exorcista. | » |

Joe Dante reconeix també 
| « | una pel·lícula sorprenent i destinada a esdevenir un clàssic del cinema de terror. Impressiona a tots els públics, en particular els més sensibles i els que tenen tendència a viure les pel·lícules que veuen... mai no hi ha hagut res semblant a la pantalla. | » |

 Tanmateix, Vincent Canby del New York Times descriu la pel·lícula com 
| « | una rucada amb grotescos efectes especials. | » |

 Andrew Sarris del  The Village Voice  pensa que 
| « | el realitzador és incapaç de subministrar prou informacions visuals sobre els personatges. L'Exorcista aconsegueix divertir però en realitat és una pel·lícula verdaderament dolenta. | » |

 Jon Landau dels Rolling Stone la considera com 
| « | una pel·lícula pornogràfica religiosa que intenta copiar Cecil B. DeMille. | » |

L'exorcista  és nominat deu vegades als Oscars i en rep dos, el de l'Oscar al millor so i de l'Oscar al millor guió adaptat. És igualment premiat amb quatre Globus d'Or entre les quals cal destacar el Globus d'Or a la millor actriu secundària per a Linda Blair.

### Recaptació
L'Exorcista  aconsegueix 66,3 milions de dòlars en la seva estrena als Estats Units i al Canadà entre 1973 i 1974. Després de moltes reestrenes, arribarà als 89 milions. Té, fins avui, aconseguits uns 402, 5 milions de dòlars al món sencer. És classificada la primera entre les 20 pel·lícules més vistes l'any 1973.

## Al voltant de la pel·lícula
- El rodatge s'ha desenvolupat del 14 d'agost del 1972 al 20 de juliol del 1973 als estudis de la Warner Bros. de Burbank, Nova York i Washington, així com a Hetra i Mossul, a l'Iraq.
- La història d'aquesta pel·lícula es basa en fets inexactes publicats a l'edició del 20 d'agost del 1949 del Washington Post.[27] En efecte, quan William Peter Blatty només és un estudiant, troba un article relatant un cas d'exorcisme sobre un noi de 14 anys el 1949 a Maryland. Es posa llavors a escriure sobre l'assumpte. El llibre ven 13 milions d'exemplars només als Estats Units.
- Reticent a deixar una nena proferir aquesta mena d'injúries, la producció va decidir confiar la veu del dimoni del qual és posseïda la petita Regan a l'actriu Mercedes McCambridge, alcohòlica penedida. Per a aquest doblatge, hi va treballar molt: va tornar a beure i fumar per obtenir una veu molt greu. Per tal d'entrar en el personatge de Regan, va demanar ser lligada a una cadira. Va ser realment torturada mentalment i físicament.
- El cartell de la pel·lícula que anuncia el color és de William Friedkin que es va inspirar en un quadre. Ho diu ell mateix: «És possible que certs moviments pictòrics hagin tingut una influència sobre mi, però mai de manera conscient. L'única pintura que ha influenciat directament una de les meves pel·lícules, és de Magritte: L'imperi de les llums. He sabut quan he vist aquesta tela que havia de recrear, per a l'escena on el sacerdot arriba prop de la casa dels Mac Neil a L'exorcista , l'ambient que se'n desprenia. He escollit doncs una casa donant a un carrer il·luminat pel mateix tipus de reverberació, i he fet il·luminar l'escena de manera similar. No he copiat aquest quadre. Només m'hi he inspirat pel que resta avui com un dels plans més memorables de la pel·lícula. »
- Escollit per William Friedkin dins el gran catàleg musical de l'etiqueta Warner, el tema principal és de Mike Oldfield que l'havia compost prèviament al projecte; es tracta d'un extracte de l'àlbum Tubular Bells la utilització del qual en aquesta pel·lícula va donar un gir inesperat a la carrera d'Oldfield i a la societat amb la qual estava lligat per contracte, la molt jove Virgin, fundada per Richard Branson. Aquest tema, fred i neguitejant, va exercir una certa influència sobre la música de pel·lícules del gènere, sobretot sobre les compostes per John Carpenter per a un bon nombre de les seves pròpies realitzacions.
- L'escena de l'exorcisme pròpiament dita és parodiada al començament de Scary Movie 2  de Keenen Ivory Wayans; en aquesta escena, és James Woods qui fa el paper del sacerdot, paper que té a la versió original Max von Sydow, actor d'arrels bergmanianes. La paròdia de L'exorcista  a SM2  pot ser considerada com un esquetx, ja que el seu vincle amb la continuació del segon episodi de la sèrie humorística és bastant fluix.

## Banda sonora original
- Ramblin' Man, interpretada per The Allman Brothers Band
- Tubular Bells, interpretada per Mike Oldfield
- Polymorphia, composta per Krzysztof Penderecki
- String Quartet, composta per Krzysztof Penderecki
- Kanon For Orchestra and Tape, composta per Krzysztof Penderecki
- Five Pieces for Orchestra, Opus 10, composta per Anton Webern
- Fantasia for Strings, composta per Hans Werner Henze
- Night of the Electric Insects, composta per George Crumb
- The Windharp, composta per Harry Bee

## Premis i nominacions

### Premis
- Oscar al millor so per Robert Knudson i Christopher Newman[28]
- Oscar al millor guió adaptat per William Peter Blatty[28]
- Globus d'Or a la millor pel·lícula dramàtica
- Globus d'Or al millor director per William Friedkin
- Globus d'Or al millor guió per William Peter Blatty
- Globus d'Or a la millor actriu secundària per Linda Blair

### Nominacions[28]
- Oscar al millor actor secundari per Jason Miller
- Oscar a la millor actriu per Ellen Burstyn
- Oscar a la millor actriu secundària per Linda Blair
- Oscar a la millor direcció artística per Bill Malley i Jerry Wunderlich
- Oscar al millor director per William Friedkin
- Oscar a la millor pel·lícula per William Peter Blatty

## Més enllà de la pel·lícula

### Continuacions
La saga de L'Exorcista  és composta de tres pel·lícules i d'una preqüela.
- Després de l'èxit de la primera pel·lícula, es va considerar una continuació per part de l'estudi. Exorcist II: The Heretic s'estrena així quatre anys després el 1977. Però l'equip tècnic i el repartiment majoritàriament s'hi oposaven. William Friedkin i William Peter Blatty es troben no obstant això per desenvolupar una idea per rodar però finalment hi renuncien.[30] Ellen Burstyn rebutja el projecte, com Linda Blair.[31] La Warner pensa amb Melissa Sue Anderson, Rosanna Arquette, Jamie Lee Curtis, Jodie Foster, Mariel Hemingway, Helen Hunt, Jennifer Jason Leigh, Kristy McNichol, Tatum O'Neal o encara Brooke Shields per reemplaçar-la. Però Blair es repensa la seva decisió que lamentarà després d'haver llegit la primera versió del guió.

| « | Després de cinc reescriptures, ja no era en absolut el mateix. És una de les més grans decepcions de la meva carrera. | » |

 La jove actriu té com a companys Louise Fletcher i Richard Burton, així com Max von Sydow. Dirigida per John Boorman, la pel·lícula és un fracàs comercial amb només 30.749.142 dòlars de recaptació i crítica. William Peter Blatty la troba molt dolenta i William Friedkin, després d'haver vist només 30 minuts calumniosa i horrible. Només la periodista Pauline Kael la prefereix a l'original.
- Al final dels anys 1980, William Peter Blatty pensa en una història que tindria sentit i adapta la seva novel·la Legion  per a L'Exorcista: la continuació[36] que decideix realitzar després del rebuig de John Carpenter[37] i de William Friedkin[38] que tanmateix aprecia la història original.[39] Aquesta tercera part posa en escena George C. Scott, Ed Flanders, Brad Dourif, Jason Miller i Grand L. Bush. Aconsegueix 26,098 milions de dòlars[40] al box-office americà.[41]
- El mateix any, el 1990, surt Hi ha un exorcista per salvar el món ?  paròdia de l'original amb Leslie Nielsen o Linda Blair reprèn el seu paper de personatge posseït per un dimoni però aquesta vegada sota les mamelles d'una mare de família.
- El 2004, és dirigida una preqüela titulada L'Exorcista: al començament . John Frankenheimer refusa de dirigir-la un mes abans de la seva mort. Paul Schrader és llavors encarregat per Morgan Creek Productions de reemplaçar-lo, però és retornat per l'estudi que invoca manca de sang i de violència en les imatges rodades per ell,.[42][43] Renny Harlin accepta de reemplaçar-lo i refilma pràcticament la totalitat de les scènes.[42] Comenta:

| « | Sóc un seguidor incondicional del cinema de terror. És amb ell que he arrencat, i és un gènere què sempre he estimat i he admirat. El primer L'exorcista és evidentment un dels títols més notables del gènere. És també una de les meves pel·lícules favorites, i no podia deixar passar aquesta ocasió. | » |

 És previst que la versió de Paul Schrader surti directament en vídeo, en tant que suplement d'aquella escenificació de Harlin.
Però la idea és rebutjada per l'estudi després del fracàs de la pel·lícula amb 41,814 milions de dòlars de recaptacions per a un pressupost de 80. La versió de Paul Schrader es presenta en diferents festivals, així com en alguns països sota el títol  Dominion: Prequel to the Exorcist Les critiques són majoritàriament negatives i dels dos films, la versió Schrader és la preferida. William Peter Blatty és de la mateixa opinió i descriu Dominion  com una bonica pel·lícula, un clàssic, una elegant peça de treball. Linda Blair, i pel que fa a ella, es manifesta afectada quan descobreix que Warner Bros utilitza la seva imatge i la seva veu per a la promoció de la pel·lícula sense la seva autorització.
- L'Exorcista  és igualment parodiada al començament de la pel·lícula  Scary Movie 2  de Keenen Ivory Wayans, on una noia anomenada Megan es fa exorcitzar pel sacerdot McFeely interpretat per James Woods.[48]